# خان الشونة
 خان الشونة أحد أسواق حلب القديمة، يقع بجوار قلعة حلب، وإلى الجنوب الغربي، حيث قامت وزارة السياحة باستثماره كسوق للمهن والحرف اليدوية التقليدية في حلب إحياءً للتراث وحفاظًا على ذاكرة المدينة.
يحوي على 49 حرفة، وكل حرفة مستقلة عن الأخرى فهنالك صناعة الميزر الحلبي وكذلك مثلا: الفراء، والخرج، والزركشة، والنحاس، والخط العربي، والنول اليدوي، والخيزران، والفسيفساء، والفخار، والزجاج، وغيرها الكثير من المهن التي يمارسها الحرفيون المبدعون ضمن محالهم.
وضع السوق فعليًا للاستثمار عام 1989 ليكون نافذةً على حلب القديمة بفنها العريق.
اعتبرتهُ وزارة السياحة السورية خانًا فريداً من نوعه في سورية حيث إنه عدَّتهُ من الأسواق النادرة التي لا تزال تحتوي على معظم أنواع المهن والحرف اليدوية